# Mathias Lauridsen
Mathias Lauridsen (ur. 13 stycznia 1984 w Kopenhadze) – duński model.
Związał z trzema agencjami – Ford Models w Paryżu, New York Model Management i Scoop w Kopenhadze.

## Życiorys
Zaczął pracę w 2003 biorąc udział w kampaniach reklamowych m.in. dla Jil Sander, Gucciego, Hugo Bossa, Lacoste i Hermesa. Wdarł się na międzynarodową scenę modową, debiutując w Nowym Jorku dla kolekcji wiosennej 2004 Marca Jacobsa i Miu Miu w Paryżu. Jego konsekwentna praca dla głównych międzynarodowych marek modowych i publikacji, ugruntowała jego status supermodela. W 2014 magazyn „Vogue” umieścił go na liście 10 najlepszych modeli wszech czasów.
Współpracował z fotografami takimi jak: Steven Meisel, Karl Lagerfeld i Richard Avedon. Podpisał wiele lukratywnych kontraktów, np. na zapach Gucci Pour Homme II. Wystąpił też na różnych pokazach mody, otwierając pokazy Hermesa, Belstaff, Jill Stuart i zamykając Valentino oraz Johna Galliano.
Pojawił się również na rozkładówkach magazynów „L’Uomo Vogue”, „Numéro Homme”, „GQ” i „Details”.
Jego wyróżniającą się cechą wyglądu jest blizna na lewym policzku.